# Blastocladiomyceta
Die Blastocladiomyceta sind ein Unterreich der Pilze.

## Merkmale
Die Blastocladiomyceta besitzen einen Thallus, der aus einem (monzentrisch) oder vielen (polyzentrisch) Zentren besteht. Hyphen können gebildet werden. Die Zoospore besitzt eine einzelne Geißel, die keinen elektronenundurchlässigen Stecker in der Übergangszone besitzt. Der kegelförmige Kern endet in der Nähe des Kinetosoms. Die Microtubuli reichen vorher vom zellnahen Ende des Kinetosoms um den Kern herum. Die Fortpflanzung erfolgt über die Verschmelzung unterschiedlich großer, beweglicher Keimzellen (Anisogamie). Es gibt abwechselnd haploide und diploide Stadien.

## Ökologie und Lebensweise

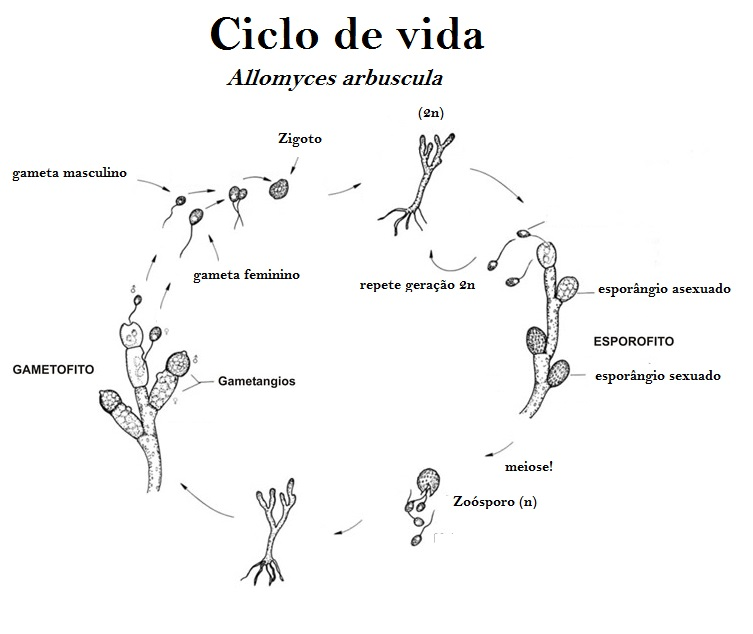
Lebenszyklus von Allomyces arbuscula

Die Blastocladiomyceta leben saprotrophisch oder parasitisch auch Pflanzen, Tieren und Pilzen.

## Systematik
Die Blastocladiomyceta wurden 2022 von Leho Tedersoo und Mitarbeitern als Unterreich der Pilze analog zu den Dikarya erstbeschrieben.
Folgende Abteilungen gehören zur Familie:
- Blastocladiomycota
- Sanchytriomycota